# Justine Frischmann
 (octobre 2023).
Si vous disposez d'ouvrages ou d'articles de référence ou si vous connaissez des sites web de qualité traitant du thème abordé ici, merci de compléter l'article en donnant les références utiles à sa vérifiabilité et en les liant à la section « Notes et références ».
Pour les articles homonymes, voir Frischmann.
Justine Elinor Frischmann, née le 16 septembre 1969 à Kensington (Londres), est une chanteuse et guitariste britannique plus connue comme chanteuse principale du groupe pop-rock Elastica.

## Biographie
Après des études au Collège Saint Paul (Londres), elle étudie l'architecture The Bartlett d'UCL (University College London) et fonde, avec son petit ami Brett Anderson, lui aussi étudiant à Bartlett, le groupe pop Suede. Elle joue dans le groupe la guitare principale et rythmique. 
Elle quitte Suede en 1991, affirmant qu'elle n'avait pas sa place au sein du groupe, et en même temps Brett Anderson; pour se mettre en couple avec Damon Albarn, chanteur de Blur. Leur relation dura jusqu'en 1998 et plusieurs chansons de Blur évoquent leur vie de couple : Beetlebum, qui parle des problèmes de drogue avec Justine (entre 1996 et 1998), 1992 de 13, qui raconte la petite bataille de convoitise en 1992 entre Brett et Damon, mais les deux chansons les plus poignantes sont Tender et No Distance Left To Run de 13 également.  
Dans Tender, Albarn évoque un tendre fantôme qu'il aime trop. Par la suite, Justine reconnaîtra avoir pleuré lors de la première écoute de cette chanson puis avoir ressenti un certain embarras et un peu d'irritation.
Elle forma Elastica en 1993, qui aura un véritable succès en Angleterre dès son premier 45 tours, Stutter.
Elastica fut un moment poursuivi pour des violations de droit d'auteur sur plusieurs chansons, notamment sur Connection qui reprend un sample entier de Three Girl Rhumba de Wire.
Le groupe s’est séparé en 2001, en partie à cause de l'échec de The Menace, sorti en 2000, jugé décevant par la critique britannique.
En 2005, Justine s'installe aux USA, où elle étudie l'art et en 2008, elle épouse le Dr. Ian Faloona, professeur universitaire (California-Davis). 
En 2012, elle apparaît dans la Verfhond's List, liste reprenant 1000 grands peintres du XXIe siècle. 